# W80 핵탄두

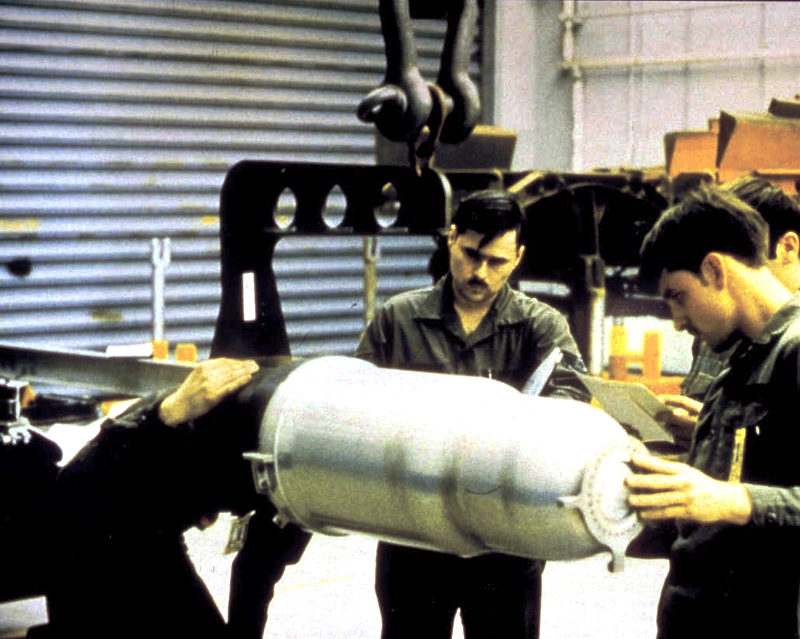
W80 핵탄두

W80 핵탄두는 미국의 1980년식 열핵탄두이다. 무게 130 kg, 핵출력 TNT 5-150 kt이다. AGM-86B ALCM, 토마호크 미사일에 탑재된다. 텔러 울람 디자인을 사용했다. 요즘은 보통 핵탄두라고 하면 열핵탄두를 사용하는데, 열핵탄두란 열핵융합탄, 수소폭탄을 말한다.

## 미국의 현용 핵전력
2010년 현재 미국은 2개의 핵폭탄과 6개의 핵탄두를 실전배치중이다.
- B61 핵폭탄
  - B-1B, B-2A, B-52H 전략폭격기 들은 물론, F-15E, F-16A/B/C/D, F/A-18A/B/C/D/E/F, F-22 전투기에 장착할 수 있는 700 파운드 (320 kg) 무게, 최대 TNT 350 킬로톤급 폭발력을 가진 핵폭탄이다. 1968년부터 실전배치되었다.
- B83 핵폭탄
  - B-1B, B-2A, B-52H 전략폭격기들은 물론, F-15E, F-16A/B/C/D, F/A-18A/B/C/D/E/F, F-22 전투기에 장착할 수 있는 2,400 파운드 (1,100 kg) 무게, 최대 TNT 1.2 메가톤급 폭발력을 가진 핵폭탄이다. 1983년부터 실전배치되었다.
- W62 핵탄두
  - 미니트맨 ICBM에 장착하는 무게 253 파운드, 폭발력 170 킬로톤의 핵탄두이다. 1970년부터 1976년까지 생산되었다.
- W76 핵탄두
  - 트라이던트 미사일에 장착하는 362 파운드 (164 kg) 무게에 100킬로톤 폭발력의 핵탄두이다. 1978년부터 1987년까지 생산되었다.
- W78 핵탄두
  - 미니트맨 미사일에 장착하는 무게 800 파운드, 폭발력 350 킬로톤의 핵탄두이다.
- W80 핵탄두
  - 토마호크 미사일에 장착하는 290 파운드 (132 kg), 폭발력 최대 150 킬로톤의 핵탄두이다.
- W87 핵탄두
  - 원래 피스키퍼 미사일의 무게 600 파운드 (270 kg)인 핵탄두인데, 피스키퍼 미사일은 미러조약에 의해 전량 폐기되었다. 그 이후 미니트맨 미사일에 장착하기로 했다. 최근에는 미젯맨 미사일에 장착하려고 개발했다가 취소되었다.
- W88 핵탄두
  - 트라이던트 미사일에 장착하는 800 파운드 (360 kg) 무게, 475 킬로톤 폭발력의 핵탄두이다.

## 같이 보기
- W84 핵탄두 - 미국의 1984년식 핵탄두. 무게 176 kg, 폭발력 TNT 150 kt